# Diocesi di Madauro
La diocesi di Madauro (in latino Dioecesis Madaurensis) è una sede soppressa e sede titolare della Chiesa cattolica.

## Storia
Madauro (o Madaura), corrispondente alla città di M'daourouch nell'odierna Algeria, è un'antica sede episcopale della provincia romana di Numidia.
Madauro fu la patria dello scrittore e filosofo romano Apuleio. Il Martirologio Romano, alla data del 18 dicembre, menziona un gruppo di martiri cristiani: «Nell'Africa settentrionale, commemorazione dei santi martiri Namfamone, Míggine, Sanámis e Lucítas, che, secondo la testimonianza del pagano Massimo di Madaura in una lettera a sant'Agostino, godevano di grande venerazione presso il popolo cristiano.» Questo gruppo di martiri nel Vetus Martyrologium Romanum sono esplicitamente attribuiti a questa città e ascritti alla data del 4 luglio.
A Madauro fece i suoi studi sant'Agostino.
Diversi sono i vescovi documentati di questa antica diocesi africana. Antigono prese parte al concilio di Cartagine del 345/348 presieduto da Grato.
Alla conferenza di Cartagine del 411, che vide riuniti assieme i vescovi cattolici e donatisti dell'Africa romana, presero parte il cattolico Piacentino (o Piacenzio) e il donatista Donato. Data la rarità del nome, Piacentino è da identificare con gli omonimi vescovi che presero parte al concilio riunito a Cartagine il 13 giugno 407 come legato della Numidia e al concilio antipelagiano celebrato a Milevi nel 416. A lui fu indirizzata una lettera di sant'Agostino, oggi perduta. Ed infine è da attribuire a questo vescovo la lapide scoperta a Madauro che ricorda il vescovo Piacentino morto all'età di 86 anni.
Il nome di Pudenzio figura al 60º posto nella lista dei vescovi della Numidia convocati a Cartagine dal re vandalo Unerico nel 484; Pudenzio, come tutti gli altri vescovi cattolici africani, fu condannato all'esilio.
Le scoperte epigrafiche hanno restituito i nomi di altri tre vescovi di Madauro. Respetto è autore di un epitaffio in memoria del figlio Desiderio, morto il 22 gennaio 531. Lepidiano visse 66 anni e il suo epitaffio è datato al V secolo. Maurenzio è documentato da un'epigrafe datata tra VI e VII secolo.
Dal XVI secolo Madauro è annoverata tra le sedi vescovili titolari della Chiesa cattolica; dall'8 novembre 2024 il vescovo titolare è Thinh Xuan Nguyen, vescovo ausiliare di Melbourne.

## Cronotassi

### Vescovi
- Antigono † (menzionato nel 345/348)
- Piacentino (o Piacenzio) † (prima del 407 - dopo il 416 ?)
  - Donato † (menzionato nel 411) (vescovo donatista)
- Lepidiano † (V secolo)
- Pudenzio † (menzionato nel 484)
- Respetto † (menzionato nel 531)[9]
- Maurenzio † (VI/VII secolo)

### Vescovi titolari
- Nicola de Valle, O.F.M. † (11 agosto 1525 - ?)
- Gaspar de Torres, O. de M. † (9 giugno 1570 - 1583[10] deceduto)
- Sebastiano de Pesca † (27 aprile 1587 - 20 settembre 1600[11] deceduto)
- Francisco de Vera-Villavicencio, O. de M. † (4 luglio 1603 - 18 o 28 marzo 1613 nominato vescovo di Perpignano-Elne)
- Juan Suárez, O.SS.T. † (12 agosto 1613 - ?)
- Melchor Rodríguez de Torres, O. de M. † (19 settembre 1616 - 29 dicembre 1642[12] deceduto)
- Sebastiano Carta † (25 ottobre 1621 - 29 novembre 1627 nominato vescovo di Bosa)
- Martin Meurisse, O.F.M. † (19 giugno 1628 - 22 agosto 1644[13] deceduto)
- Gerolamo Gradenigo † (25 aprile 1645 - 6 luglio 1654 nominato vescovo titolare di Famagosta)
- François de Visdelou † (27 febbraio 1651 - 27 luglio 1663 nominato vescovo di Saint-Pol-de-Léon)
- François de Coëtlogon-Méjusseaume † (1º marzo 1666 - 18 febbraio 1668 succeduto vescovo di Quimper)
- Bonaventure Giffard † (28 gennaio 1688 - 12 marzo 1734 deceduto)
- Anton Ignaz Müntzer † (3 ottobre 1708 - 11 gennaio 1714 deceduto)
- Eugene Geoghegan † (8 marzo 1771 - prima del 1º dicembre 1778 deceduto)
- Luigi Bruno † (27 marzo 1882 - 8 luglio 1884 succeduto vescovo di Ruvo e Bitonto)
- Vincenzo Epifanio Carlassare, O.F.M.Ref. † (18 luglio 1884 - 24 luglio 1909 deceduto)
- Ismaele Puirredon † (29 novembre 1909 - 11 novembre 1916 deceduto)
- Ignace-Marie Le Ruzic † (1º agosto 1919 - 11 giugno 1935 deceduto)
- León Bonaventura de Uriarte Bengoa, O.F.M. † (10 luglio 1940 - 19 gennaio 1970 deceduto)
- Janusz Bolonek † (25 settembre 1989 - 2 marzo 2016 deceduto)
- Óscar Efraín Tamez Villareal (31 ottobre 2016 - 23 settembre 2021 nominato vescovo di Ciudad Victoria)
- Timothy Norton, S.V.D. (11 novembre 2021 - 14 ottobre 2024 nominato vescovo di Broome)
- Thinh Xuan Nguyen, dall'8 novembre 2024